# Internationaler Olympia-Preis der DDR
Der Internationale Olympia-Preis der DDR war ein Straßenradrennen in der DDR, das als Mannschaftszeitfahren ausgetragen wurde. Das Rennen wurde ab 1962 vom Deutschen Radsport-Verband der DDR (DRSV) veranstaltet und war bis zu seiner letzten Austragung Bestandteil des Rennkalenders der Union Cycliste International (UCI).

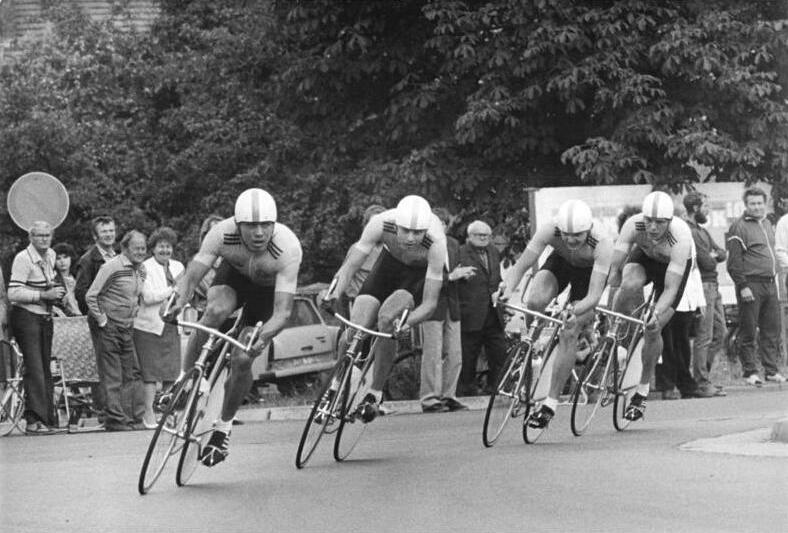
Maik Landsmann, Uwe Zeidler, Ralf Schmidt und Jan Gloßmann beim Internationalen Olympia-Preis der DDR 1986

## Geschichte
Das Rennen führte zu Beginn von Lübben über Goyatz nach Peitz und zurück nach Lübben (1962–1967 und 1969–1970).
1968 wurde ein Kurs rund um Gersdorf befahren. 1971 bis 1974 fand das Rennen in Cottbus statt. Ab 1975 wurde die Strecke Forst–Eichwege–Forst als Standardrennstrecke gewählt. Auf diesem Kurs fanden auch mehrere Meisterschaftsrennen in Zeitfahrwettbewerben statt. Das Zeitfahren war ab 1974 nur noch für Nationalmannschaften ausgeschrieben, zuvor nahmen auch Vereinsmannschaften aus der DDR daran teil.
Das Rennen wurde nach dem Ende der DDR auf Initiative des Forster Radsportfunktionärs Otto Friedrich mit Unterstützung durch den Bund Deutscher Radfahrer (BDR) bis 1993 weitergeführt, die letzte Austragung war im Jahr 1993.

## Sieger
- 1962 DDR I (Hans Scheibner, Kurt Müller, Lothar Appler, Manfred Brüning)
- 1963 Polen (Józef Beker, Roman Chtiej, Marian Zielinski, Waldemar Slowinski)
- 1964 und 1965 nicht ausgetragen
- 1966 DDR I (Lothar Appler, Axel Peschel, Dieter Vogelsang, Günter Hoffmann)
- 1967 DDR I (Klaus Ampler, Axel Peschel, Dieter Grabe, Günter Hoffmann)
- 1968 Italien (Giovanni Cavalcanti, Mauro Simonetti, Giovanni Bramucci, Vittorio Marcelli)
- 1969	Schweden (Erik Pettersson, Gösta Pettersson, Sture Pettersson, Tomas Pettersson)
- 1970	Ungarn (Ferenc Keserű, György Rajnaj, Tibor Magyar, István Hirth)
- 1971 Belgien (Marc Demeyer, Gustaaf Hermans, Gustaaf van Cauter, Louis Verreydt)
- 1972	Schweden (Tord Filipsson, Leif Hansson, Lennart Fagerlund, Sven-Åke Nilsson)
- 1973	Dänemark (Verner Blaudzun, Jørn Lund, Ove Jensen, Reno Olsen)
- 1974	DDR I (Karl-Dietrich Diers, Hans-Joachim Hartnick, Gerhard Lauke, Horst Tischoff)
- 1975	DDR I (Karl-Dietrich Diers, Hans-Joachim Hartnick, Gerhard Lauke, Bernd Drogan)
- 1976	DDR-Olympiaauswahl (Karl-Dietrich Diers, Hans-Joachim Hartnick, Gerhard Lauke, Michael Schiffner)
- 1977	DDR I (Bernd Drogan, Hans-Joachim Meisch, Siegbert Schmeißer, Andreas Neuer)
- 1978	DDR I (Bernd Drogan, Hans-Joachim Hartnick, Peter Koch, Andreas Petermann)
- 1979	DDR II (Bernd Drogan, Hans-Joachim Hartnick, Martin Götze, Andreas Petermann)
- 1980	DDR I (Bernd Drogan, Falk Boden, Olaf Ludwig, Andreas Petermann)
- 1981	Polen (Tadeusz Mytnik, Czeslaw Lang, Lechosław Michalak, Jan Plutecki)
- 1982	DDR I (Bernd Drogan, Falk Boden, Olaf Ludwig, Andreas Petermann)
- 1983	DDR I (Bernd Drogan, Falk Boden, Olaf Ludwig, Uwe Raab)
- 1984	DDR II (Jan Gloßmann, Andreas Lux, Jan Schur, Volker Meinert)
- 1985	Sowjetunion (Witali Kosinsky, Waleri Schumny, Piotr Schukowski, Nikolai Rasuwajew)
- 1986	DDR II (Jan Gloßmann, Maik Landsmann, Ralf Schmidt, Uwe Zeidler)
- 1987	DDR I (Uwe Ampler, Falk Boden, Mario Kummer, Uwe Raab)
- 1988	DDR I (Uwe Ampler, Falk Boden, Mario Kummer, Maik Landsmann)
- 1989	DDR I (Uwe Berndt, Falk Boden, Mario Kummer, Maik Landsmann)
- 1990 DDR I (Maik Landsmann, Falk Boden, Uwe Peschel, Uwe Zeidler)
- 1991 BDR I (Bernd Dittert, Siegfried Höbel, Jens Voigt, Jörg Weida)
- 1992 Spanien (Miguel Fernandez, David Plaza, Eleuterio Mancebo, Sebastian Perez)
- 1993 Polen (Dariusz Baranowski, Tomasz Brożyna, Piotr Wadecki, Grzegorz Rosolinski)